# わたらせ渓谷鐵道わ89-300形気動車
わたらせ渓谷鐵道わ89-300形気動車（わたらせけいこくてつどう わ89-300がたきどうしゃ）は、かつてわたらせ渓谷鐵道で運用されていた気動車である。
本項ではわ89-300形と同様の車体、走行装置で、座席配置などが異なり、わたらせ渓谷鐵道わ89-310形気動車（わたらせけいこくてつどう わ89-310がたきどうしゃ）についても併せて記載する。

## 概要
1989年（平成元年）3月29日にJR足尾線を第三セクターに転換して開業したわたらせ渓谷鐵道が開業に際して投入した気動車である。わ89-300形は1989年（平成元年）に2両が製造され、2015年（平成27年）まで使用された。1990年（平成2年）に3両、1993年（平成5年）に2両が製造された、わ89-310形も2025年（令和7年）6月30日をもって運用を終了した。
富士重工業製のレールバスLE-Car IIをベースとした両運転台、トイレなし、ロングシートのわ89-100形2両、両運転台、トイレなし、セミクロスシートのわ89-200形3両とともに、車体大型化のため、富士重工業製LE-DCをベースとし、観光団体輸送を考慮、車内を全席転換クロスシートとしたわ89-300形2両が製造された。
わ89-102が開業間もない1989年（平成元年）5月14日に落石に乗り上げて大破し、同年7月1日に廃車されたため、代替と車両増備のため1990年（平成2年）3月にわ89-300形と同様の車体で、車内をセミクロスシートとし、トイレを設置したわ89-310形3両が製造され、1993年（平成5年）4月にさらに2両が追加された。
わ89-300形で丸形だった前照灯は角形に変更されている。わ89-100形、200形では車両ごとに異なる塗装が採用されたが、わ89-300形、310形ではわ89-311以外紅銅（べにあかがね）色一色となり、側面にステンレス製の動物のシルエットのレリーフがとりつけられた。わ89-301には1990年（平成2年）7月にトイレが設置された。わ89-310形は全車トイレ付きで製造されている。2011年（平成23年）と2015年（平成27年）にわ89-300形各1両が廃車され、わ89-300形は形式消滅した。
| 形式             | わ89-300   | わ89-300 （トイレ設置後） | わ89-310   |
| 車両定員         | 90         | 86                        | 104        |
| 座席定員         | 48         | 42                        | 48         |
| 座席             | 転換クロス | 転換クロス                | セミクロス |
| トイレ           | 無         | 有                        | 有         |
| 車両質量         | 27.0 t     | 27.0 t                    | 26.5 t     |
| 製造数（改造数） | 2          | (1)                       | 5          |

## 車体
富士重工業製の地方交通線用気動車LE-DCをベースとする。客用扉は幅990 mmの折り戸が運転室直後に1箇所と反対側の車端に1箇所の2か所に設けられた。扉間には上段固定、下段上昇の広幅の窓7組、狭幅の窓1組が設けられ、狭幅のものは運転室のない側の扉直後に設置された。わ89-311以外は外部塗装が紅銅色一色となり、動物のシルエット調のステンレス製レリーフが取り付けられた。わ89-311の製造時は、わ89-102と同じ上半分雀茶、下半分アイボリーだった。わ89-300形の前照灯・尾灯は丸形のものだが、わ89-310形では角形に変更されている。

わ89-300形は全席転換クロスシートで通路を挟んで両側に2人掛けの座席各12組が設けられた。わ89-200形は車内中央部に4人掛けボックスシート6組を備えたセミクロスシートである。整理券発行機、運賃箱などのワンマン運転対応の機器も設置された。わ89-310形は製造時からトイレを備えている。1990年（平成2年）7月にはわ89-301にトイレが設置された。

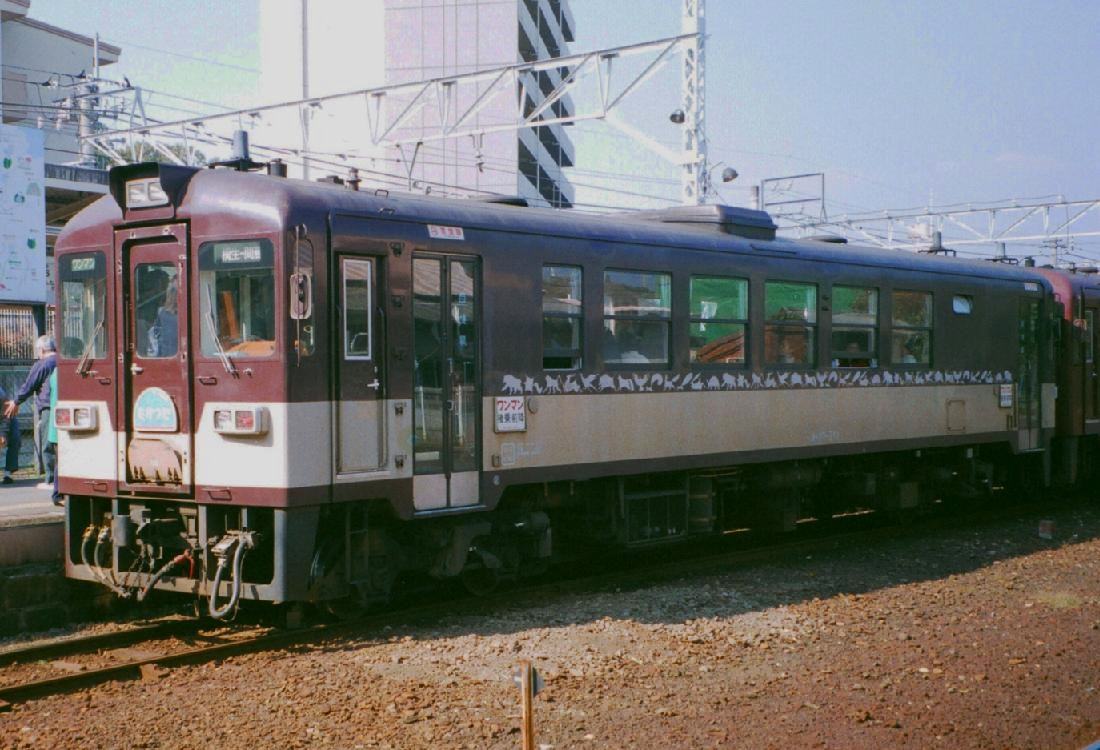
わ89-311製造時の塗装（1997年11月）
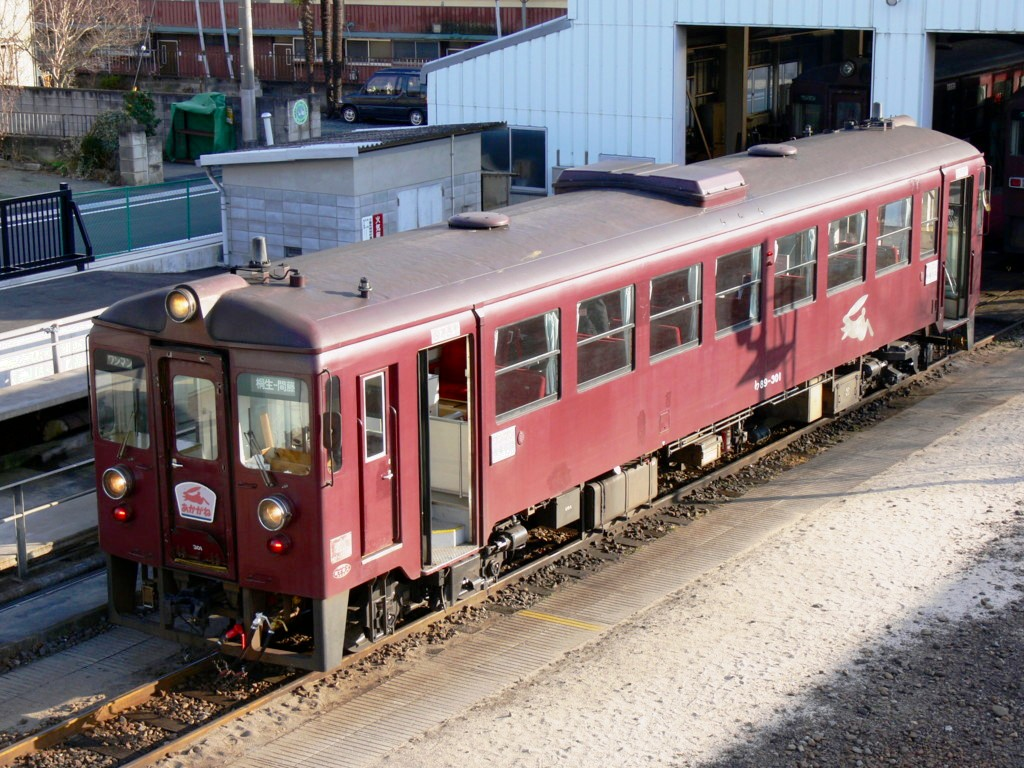
わ89-301（2006年1月）
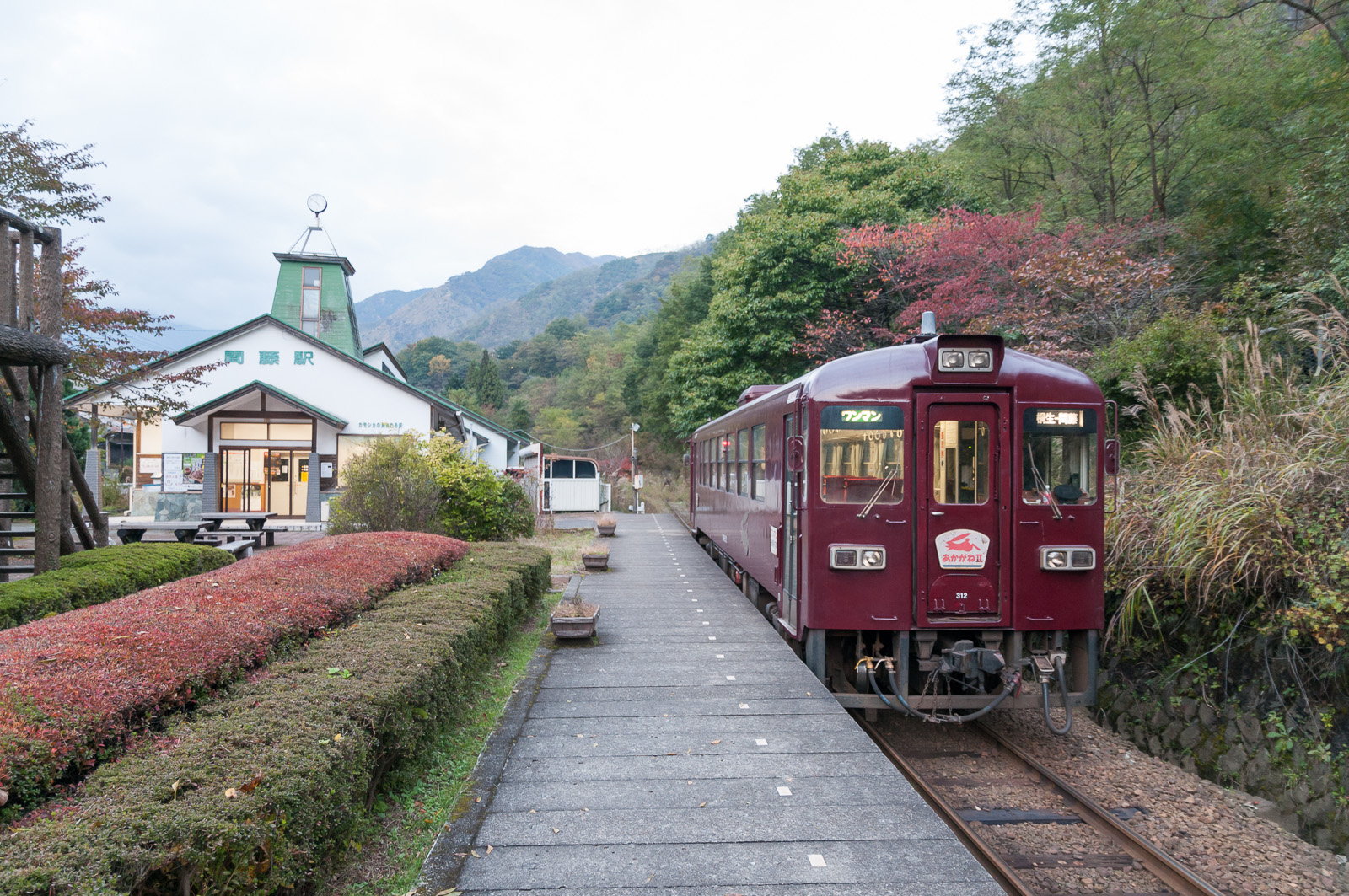
わ89-312（2012年10月）

## 走行装置

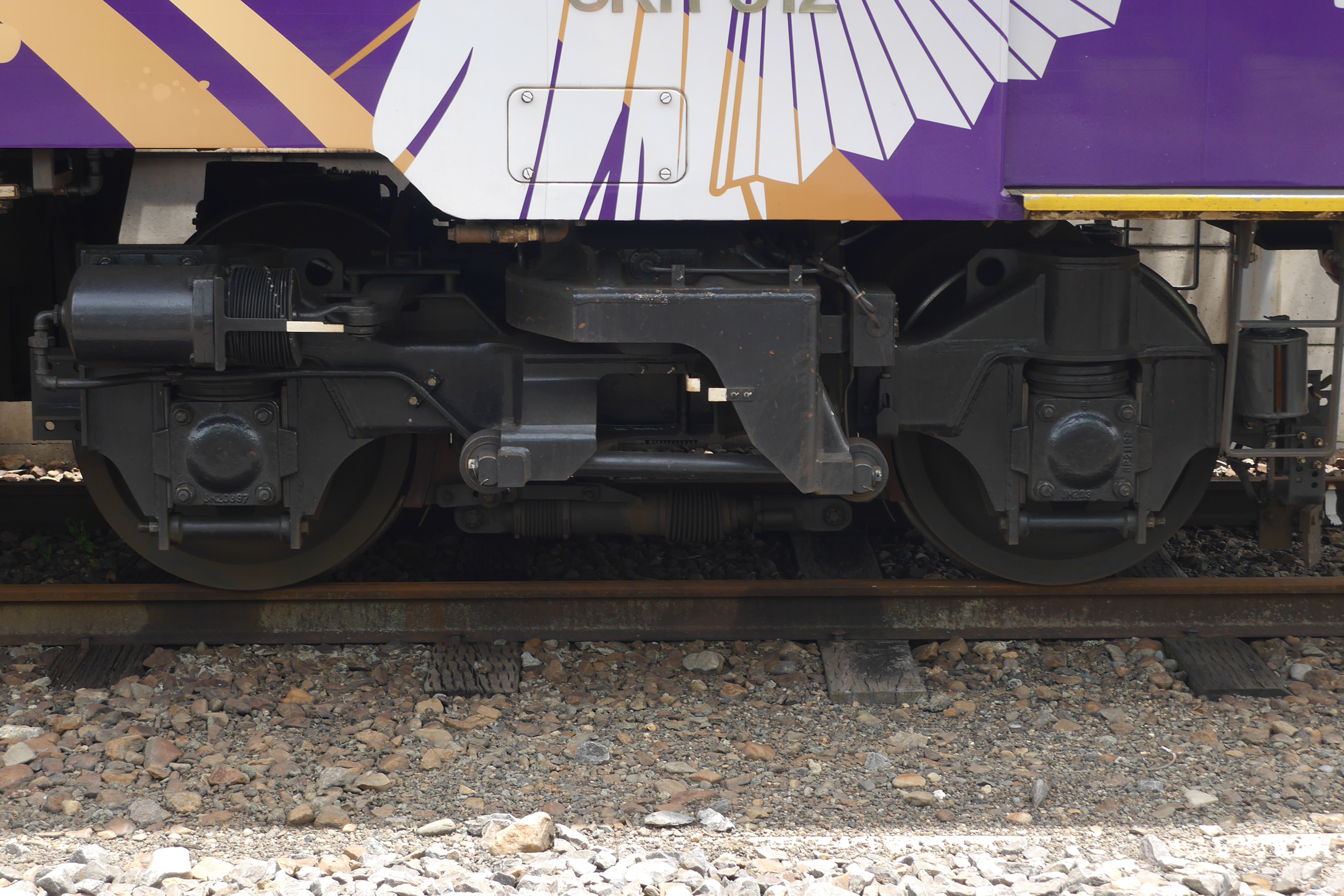
FU34系台車
写真は信楽高原鐵道SKR310形のもの

エンジンは、日産ディーゼル製PE6HT03ディーゼルエンジン（連側定格出力184 kW / 1,900 rpm）を1基搭載、動力は振興造機製SCAR0.91A液体変速機を介して台車に伝達される。前位側台車は2軸駆動の動台車FU34HD、後位側はFU34HTで、いずれも空気ばね式である。制動装置はSME三管式直通ブレーキが採用され、機関ブレーキ、排気ブレーキ、リターダブレーキを併用する。

## 空調装置
暖房装置はエンジン排熱を利用した温風式だが、冬季早朝に暖房の効きが悪かったため、1991年（平成3年）11月にわ89-300形の床下にウォーターヒータが設置された。わ89-310形は製造時からウォーターヒータを装備する。冷房装置は能力25.6 kW（22,000　kcal/h）のIBCU-23が1基搭載された。

## 車歴
| 形式     | 車両番号 | 製造      | 愛称               | 便所設置  | 廃車       |
| -------- | -------- | --------- | ------------------ | --------- | ---------- |
| わ89-300 | 301      | 1989年2月 | あかがね           | 1990年7月 | 2011年10月 |
| わ89-300 | 302      | 1989年2月 | わたらせ           | -         | 2015年3月  |
| わ89-310 | 311      | 1990年3月 | ようがい →たかつど | 新製時    | 2016年11月 |
| わ89-310 | 312      | 1990年3月 | あかがねII         | 新製時    | 2019年1月  |
| わ89-310 | 313      | 1990年3月 | わたらせII         | 新製時    | 2025年1月  |
| わ89-310 | 314      | 1993年4月 | あかがねIII        | 新製時    | 2025年6月  |
| わ89-310 | 315      | 1993年4月 | わたらせIII        | 新製時    | 2021年4月  |

## 運用・廃車

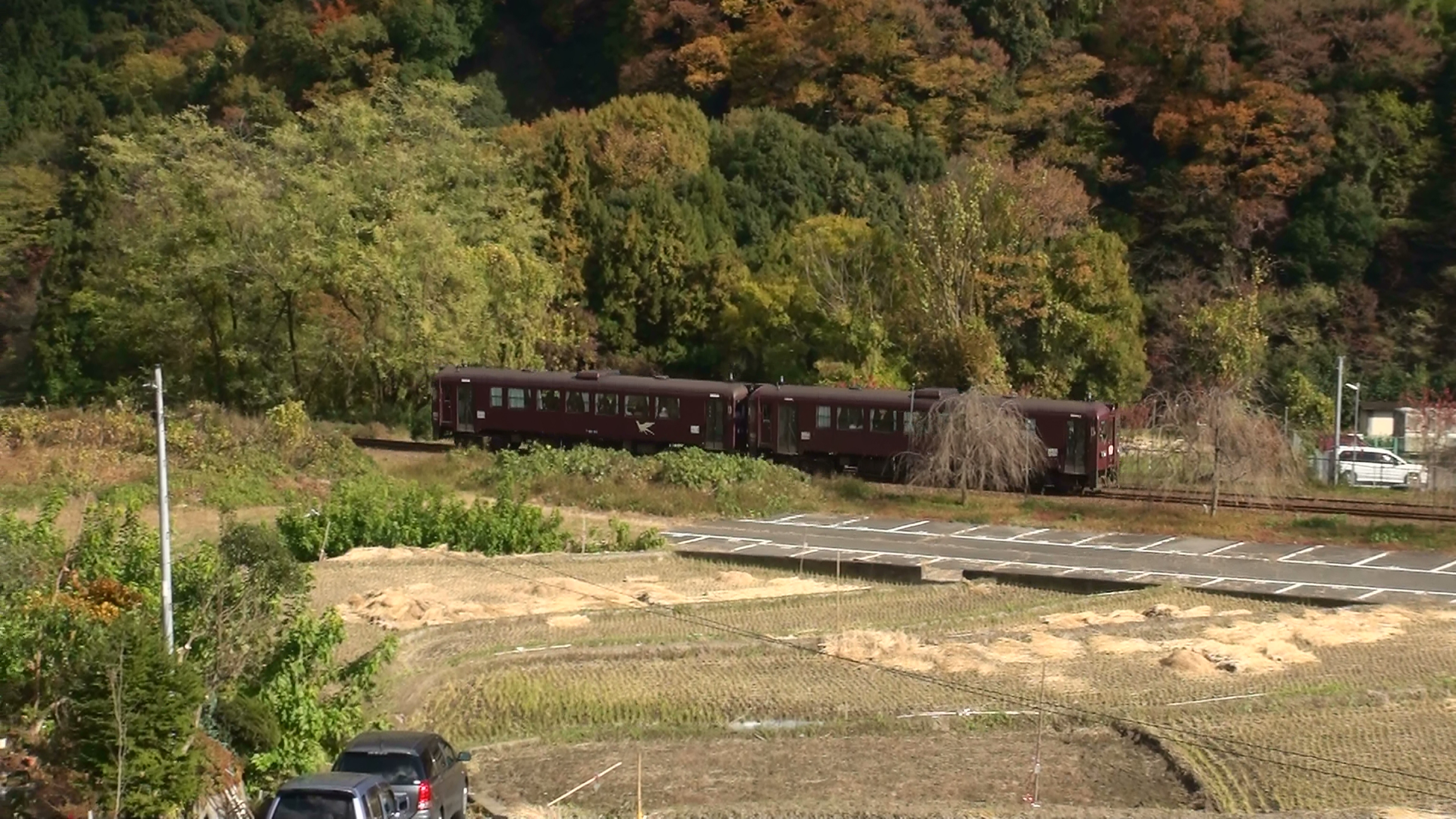
わ89-310形2両の列車

1989年（平成元年）3月29日のわたらせ渓谷鐵道の開業に合わせ、わ89-100形2両、わ89-200形3両、わ89-300形2両が投入され、わたらせ渓谷線での運用を開始した。開業にあたっては、JRからの車両譲渡やJR車両に近似した車両の新造も検討されたが、路線の性格や運転コストの削減、会社のイメージアップ等の観点からレールバス型の新造車両を投入することとなった。
開業間もない1989年（平成元年）5月14日に落石に乗り上げてわ89-102が大破し、同年7月1日に廃車された。代替と輸送力増強のため、わ89-310形3両が1991年（平成3年）3月に製造されている。1990年（平成2年）7月には301・202にトイレが設置された。1993年（平成5年）4月にわ89-310形が2両増備されたのち、2011年（平成23年）にわ89-301、2015年3月にわ89-302が廃車され、わ89-300形は形式消滅した。2016年からはわ89-310形にも廃車が発生しており、同年11月30日にわ89-311が、2019年1月にわ89-312、2021年4月にわ89‐315がそれぞれ廃車となっている。
最後に残った314「あかがねIII」も2025（令和7）年6月30日で引退。6月27日から30日までは特別版のヘッドマークを掲出した、普通列車での運行だった。

## 保存
わ89-300形の302号車が大間々駅旧貨物ホームにて、わ89-100形の101号車と連結した状態で保存されている。
わ89-310形の312号車は引退に際して無償譲渡先を募集し、前橋市内の会社役員の男性が取得した。今後は前橋市内の神社にて休憩所として利用される予定となっている。

### 書籍
- 寺田 祐一『私鉄気動車30年』JTBパブリッシング、2006年。ISBN 4-533-06532-5。

### 雑誌記事
- 『レイルマガジン』通巻65号（1989年4月・ネコ・パブリッシング）
  - 「NEW COMER GUIDE わ89形一般車デビュウ」 pp. 61-62

- 『レイルマガジン』通巻66号（1989年5月・ネコ・パブリッシング）
  - 「NEW COMER GUIDE わ89-300形イベント車登場」 pp. 45-46

- 『鉄道ピクトリアル』通巻515号「<特集> 台車」（1989年8月・電気車研究会）
  - 吉川文夫「日本の鉄道車両 台車の歴史過程」 pp. 10-15

- 『鉄道ピクトリアル』通巻534号「新車年鑑1990年版」（1990年10月・電気車研究会）
  - 藤井 信夫・大幡 哲海・岸上 明彦「各社別車両情勢」 pp. 180-197
  - わたらせ渓谷鐵道（株）技術部長 清水 幸夫「わたらせ渓谷鐵道 わ89-100・200・300形」 pp. 180-197
  - 「1989年1月から3月、1989年度に開業した鉄道・軌道」 pp. 252
  - 「民鉄車両諸元表」 pp. 284-287
  - 「1990年度車両動向」 pp. 287-302

- 『鉄道ピクトリアル』通巻550号「新車年鑑1991年版」（1991年10月・電気車研究会）
  - 藤井 信夫・大幡 哲海・岸上 明彦「各社別車両情勢」 pp. 122-138
  - 「1990年度車両動向」 pp. 241-252

- 『鉄道ピクトリアル』通巻597号「新車年鑑1994年版」（1994年10月・電気車研究会）
  - 藤井信夫、大幡哲海、岸上明彦「各社別車両情勢」 pp. 80-95
  - 「1993年度車両動向」 pp. 167-189

- 『鉄道ピクトリアル』通巻658号「<特集> レールバス」（1998年9月・電気車研究会）
  - 「第三セクター・私鉄向け 軽快気動車の発達 富士重工業」 pp. 28-31
  - 高嶋修一「第三セクター・私鉄向け軽快気動車の系譜」 pp. 42-55

- 『レイルマガジン』通巻230号付録（2002年11月・ネコ・パブリッシング）
  - 岡田誠一「民鉄・第三セクター鉄道 現有気動車ガイドブック2002」 pp. 1-32

- 『レイルマガジン』通巻250号（2004年7月・ネコ・パブリッシング）
  - 寺田 祐一「私鉄・三セク気動車 141形式・585輌の今!」 pp. 4-50

- 『鉄道ピクトリアル』通巻868号「鉄道車両年鑑2012年版」（2012年10月・電気車研究会）
  - 岸上 明彦「2011年度民鉄車両動向」 pp. 86-119
  - 「各社別新造・改造・廃車一覧」 pp. 220-231

- 『鉄道ピクトリアル』通巻909号「鉄道車両年鑑2015年版」（2015年10月・電気車研究会）
  - 岸上 明彦「2014年度民鉄車両動向」 pp. 119-151
  - 「車両データ 2014年度民鉄車両」 pp. 237-248